# Hilfstriebwerk

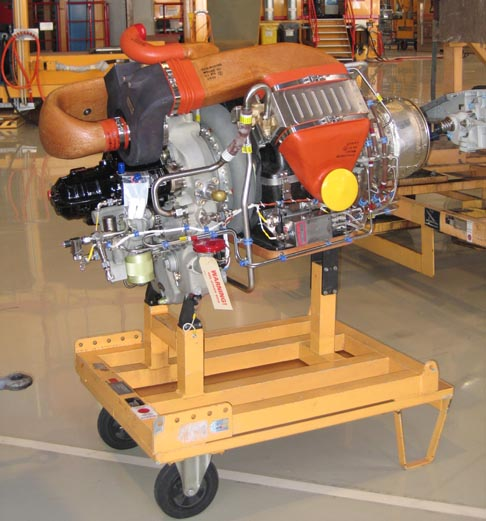
Auxiliary Power International Corporation (APIC) APU APS3200 für die Airbus-A320-Familie

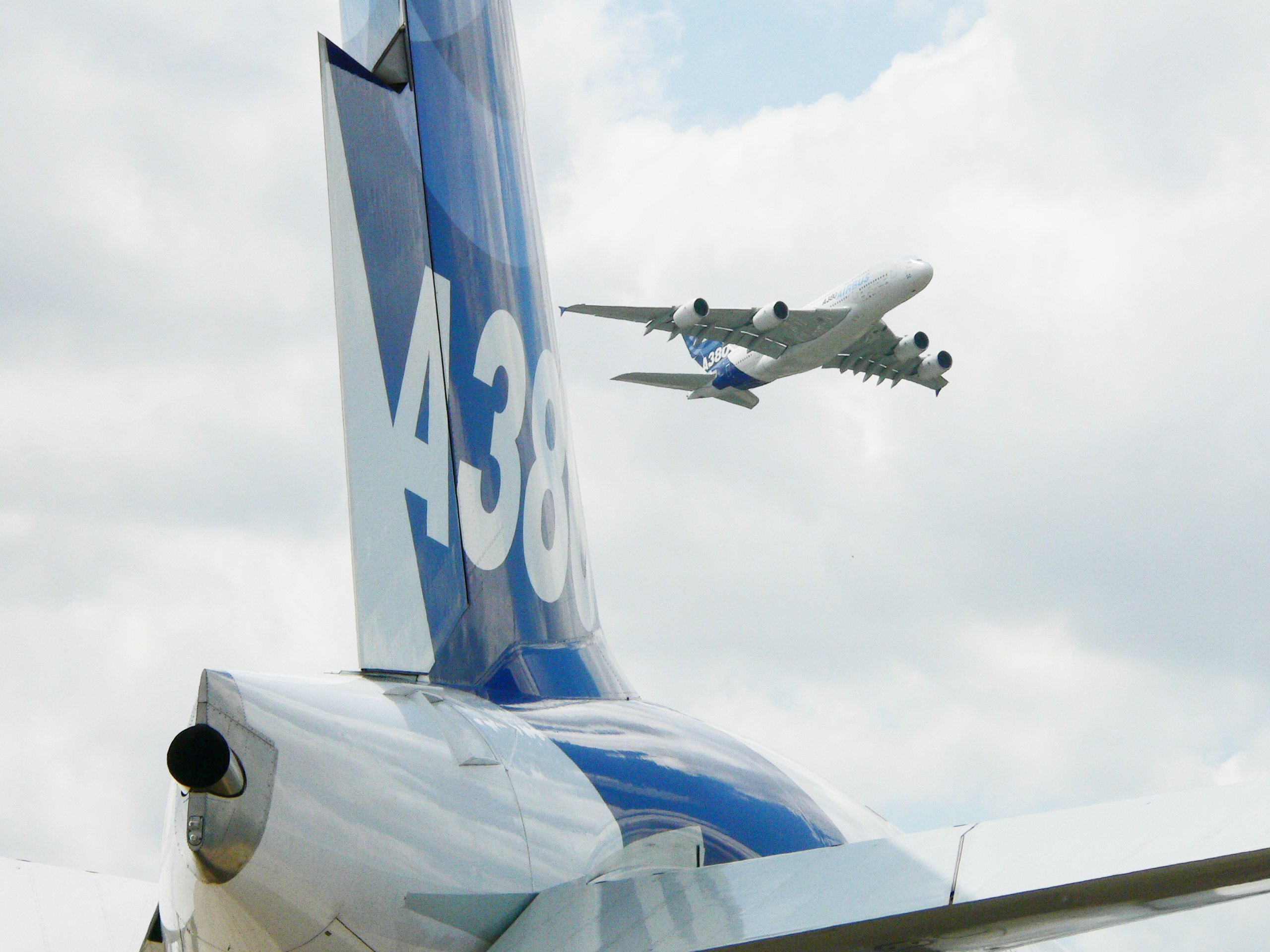
Hilfstriebwerksauslass und -einlass am Heck eines Airbus A380

Ein Hilfstriebwerk (englisch auxiliary power unit, APU) ist ein Hilfskrafterzeuger, der hauptsächlich in Flugzeugen verwendet wird.

## Luftfahrttechnologie
Das Hilfstriebwerk ist nicht für den Antrieb des Fluggeräts konzipiert. Es liefert in der Regel elektrische Energie und Druckluft zum autarken Betrieb der Flugzeugausrüstung am Boden, ohne dass die Haupttriebwerke dafür laufen müssen. Auch um die Haupttriebwerke zu starten, wird das Hilfstriebwerk oft benötigt. Andere Systeme am Flugzeug, die durch das Hilfstriebwerk betrieben werden können, sind die Bordelektrik/-elektronik (Avionik), die Klimaanlage und die Enteisungsvorrichtung. Das Hilfstriebwerk selbst wird entweder mit Akku-Batterien oder, wenn die Haupttriebwerke noch laufen, durch die Bordelektrik/Pneumatik gestartet.
Das Hilfstriebwerk wird normalerweise nach dem Start der Haupttriebwerke abgeschaltet. Es gibt allerdings Ausnahmen. So ist es bei einigen Situationen vorgesehen, das Hilfstriebwerk während der Startphase zum Betrieb der Klimaanlage zu nutzen, falls eine besonders hohe Triebwerksleistung zum Start benötigt wird, da Klimaanlagen einen nennenswerten Anteil der Triebwerksleistung beanspruchen können. Bei manchen Flugzeugtypen dient es zusätzlich als Notaggregat. Es muss uneingeschränkt verfügbar sein, wenn sich das Flugzeug zu weit entfernt von einem Notlandeplatz oder Ausweichflughafen befindet (ETOPS).
Ein Hilfstriebwerk besteht aus einer Verbrennungskraftmaschine, heute meist einer Gasturbine, früher auch einem Verbrennungsmotor, sowie einem elektrischen Generator und diversen Hilfsaggregaten zur Regelung. Der Einbauraum des Hilfstriebwerks ist mit einer Feuerlöschanlage ausgestattet.
Das Hilfstriebwerk ist meistens im Heck angebracht, erkennbar an einem kleinen Abgasrohr. Wenn ein Flugzeug keine funktionsfähige APU an Bord hat oder zur Emissionsverringerung der Betrieb der APU auf einem Flughafen nicht erlaubt ist, greift man auf Bodenstromaggregate (englisch „ground power unit“, GPU), Bodenstartgeräte (englisch air starter unit, ASU) und Klimatisierungswagen zurück.

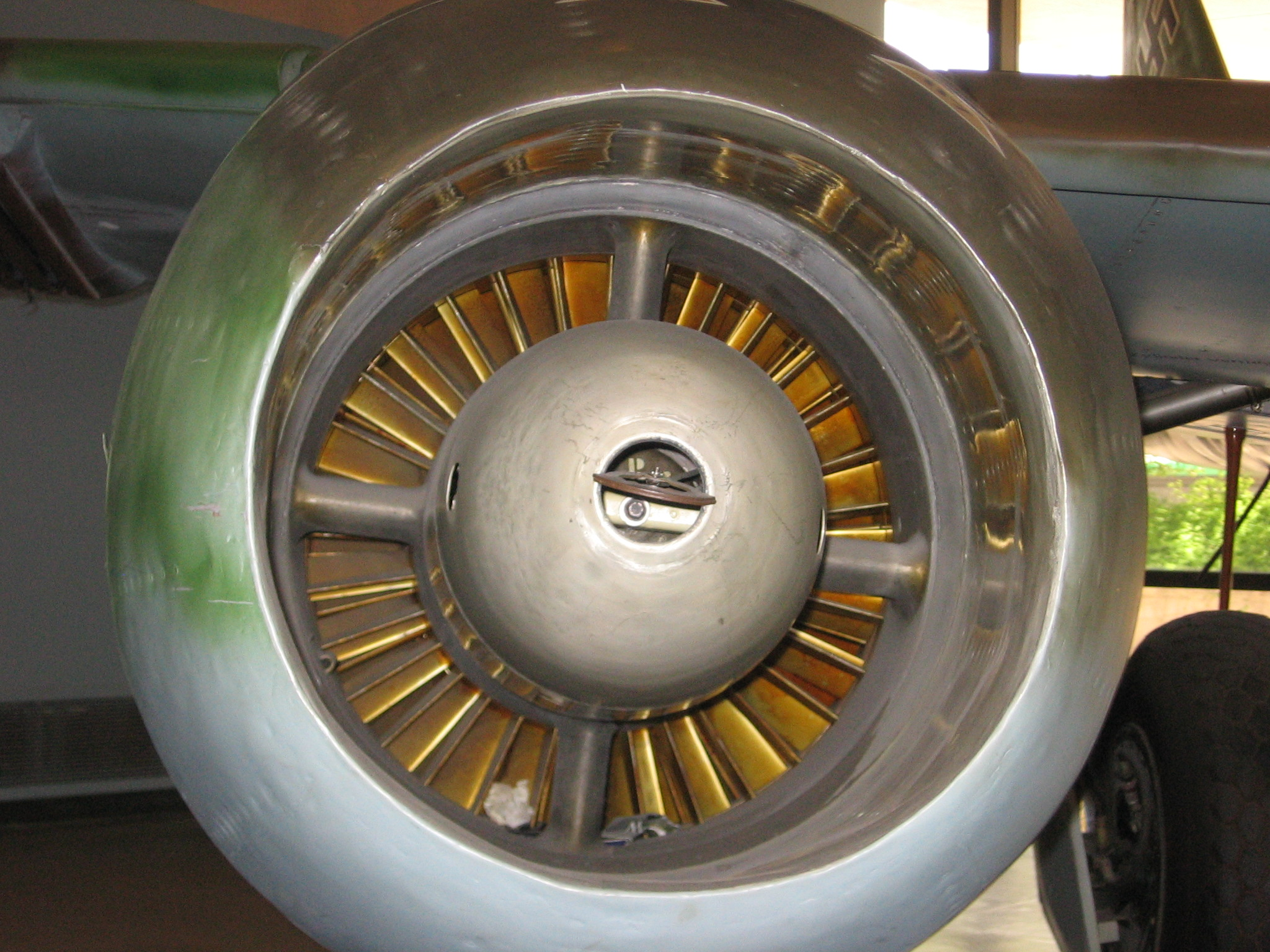
Riedel-Anlasser mit Seilzug zentral im Lufteinlass eines Jumo 004 Strahltriebwerks, an einer Messerschmitt Me 262

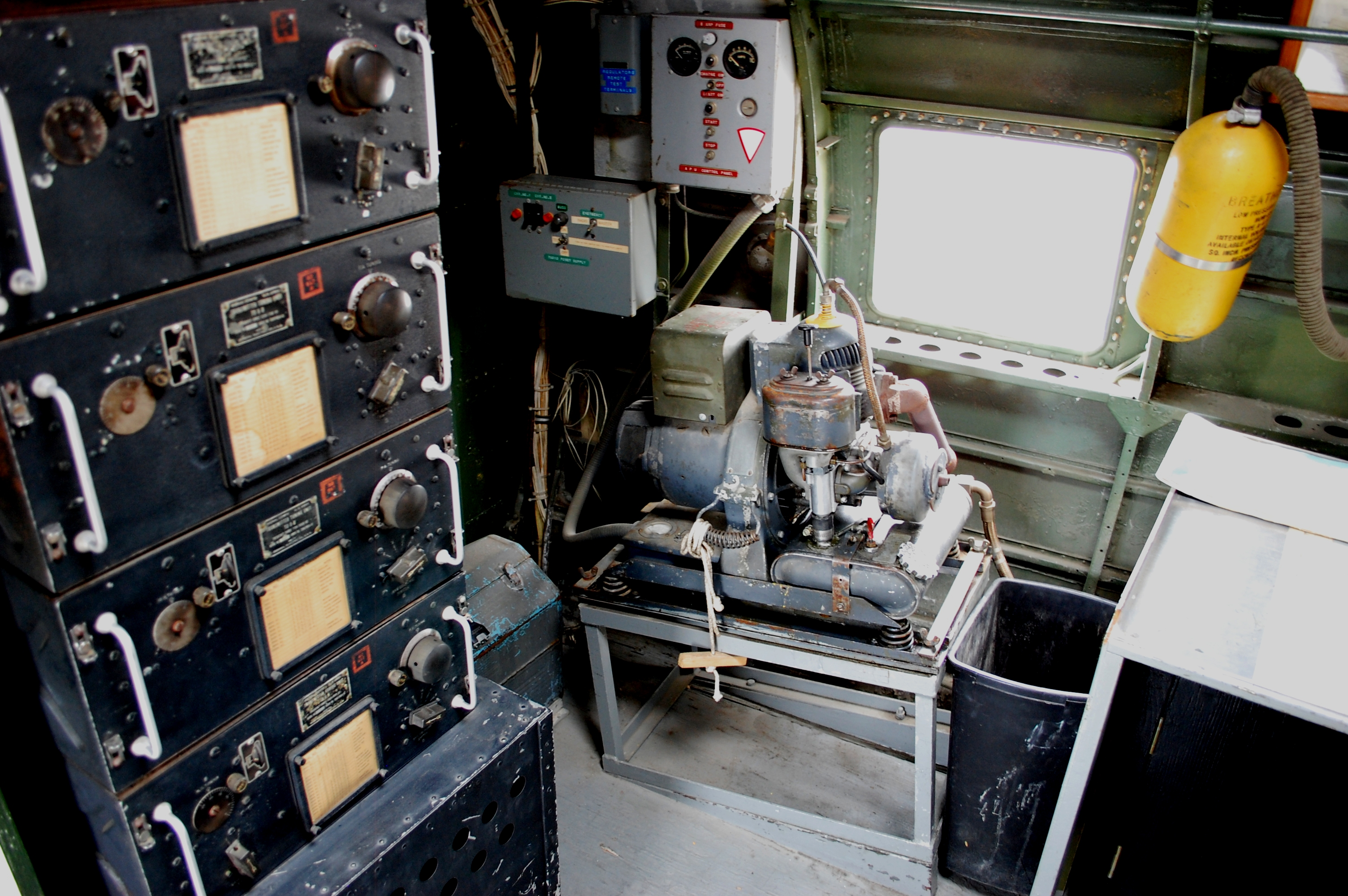
APU in einer Curtiss C-46

## Geschichte
Bereits das 1911 gebaute Luftschiff Akron hatte neben den drei Propellergondeln mit insgesamt 280 PS ein 17 PS-Hilfstriebwerk, mit dem der Druck in den Ballonetts aufrechterhalten und ein Generator für die Funkanlage betrieben wurden.

### Anlassermotor für Strahltriebwerke
Während des Zweiten Weltkrieges wurden Boxermotoren als Anlassermotor für die ersten deutschen Strahltriebwerke eingesetzt, um das Triebwerk auf Anlassdrehzahl hochzufahren. Der von Norbert Riedel entwickelte Zweizylinder-Zweitakt-Boxermotor „Riedel-Anlasser“ hatte einen Hubraum von 270 cm³ und eine Leistung von 8 kW (10,5 PS) bei 7150 min−1. Er war als extremer Kurzhuber (Bohrung/Hub: 70 mm/35 mm = 2:1) ausgeführt, damit er in die Nabe des Turbinenverdichters passte, und wurde elektrisch oder mit einem Seilzugstarter gestartet. Der Motor wurde von den Victoria-Werken in Nürnberg produziert und diente als Anlasser für die Strahltriebwerke Junkers Jumo 004 und BMW 003.

### APUs statt Landstrom
Einige Bomber und Frachtflugzeuge im Zweiten Weltkrieg, z. B. die B-24, die B-29 und die C-47, hatten Kolbenmotor-Hilfstriebwerke, die auch „putt–putts“ genannt wurden. Zivile Flugzeuge, etwa die Boeing 707, kamen lange Zeit ohne APU aus, weil deren Versorgung auf großen Flughäfen mit Landstrom oder Bodenstromaggregaten gewährleistet wurde. Die Boeing 727, die auch für den unabhängigen Betrieb von kleineren Flugplätzen konzipiert war, wurde dann erstmals mit einer Hilfsturbine ausgestattet.

## Fahrzeugtechnik
Als Hilfstriebwerk werden auch Hilfsaggregate bezeichnet, die in modernen Kampfpanzern eingebaut sind. Es kann sich dabei um kleine Gasturbinen, aber auch Kolbenmotoren handeln. Die APU (z. B. beim M1A2 Abrams 6,5 kW stark) dient zum Betrieb der Aggregate des Panzers im Stand, ohne dass die (im Beispiel 1119 kW starke) Hauptmaschine eingeschaltet werden muss. Dies spart Betriebsstoffe, mindert den Verschleiß und reduziert erheblich die Wärme- und Schallsignatur des Panzers. Ohne APU ist es nicht denkbar, in ABC-kontaminierter Umgebung notfalls tagelang einen Überdruck im Kampfraum aufrechtzuerhalten.

## Raumfahrt
Die Orbiter der Space Shuttle waren mit drei unabhängigen APU ausgerüstet, die bei Start und Landung die nötige Hydraulik zur Ausrichtung der Haupttriebwerke, Betrieb der Steuerflächen und Fahrwerke mit Energie versorgten. Die APU, am ehesten vergleichbar mit jener der General Dynamics F-16 (dort meist EPU – Emergency Power Unit genannt), wurde mit Hydrazin betrieben und machte beim Betrieb ein charakteristisches im Sekundentakt hörbares Zischgeräusch, ähnlich einer Dampflok. Bei etlichen Videos der letzten Minuten des Countdowns war dieses Geräusch gut zu hören. Die APU neigte bei Flügen häufiger zu Ausfällen, am schwerwiegendsten beim Flug STS-9, bei dem gleich zwei der drei Einheiten ausfielen.